# Christa Kirsten
Christa Kirsten (* 7. Oktober 1928 in Breslau) ist eine deutsche Archivarin, die sich bleibende Verdienste als Direktorin des Zentralen Archivs der Deutschen Akademie der Wissenschaften zu Berlin erwarb.

## Leben
Christa Kirsten wurde in Schlesien geboren und musste 1945 mit ihren Eltern ihre Heimat verlassen. In der Sowjetischen Besatzungszone war sie trotz ihrer Jugend zunächst als Neulehrerin tätig und beteiligte sich dadurch aktiv am Aufbau eines neuen Schulwesens. 1946 trat sie der SED bei. 1948 nahm sie an der Universität Leipzig ein Studium der Geschichte und Germanistik auf. 1953 setzte sie ihr Studium am Institut für Archivwissenschaften fort, das sie 1957 abschloss.
1954 promovierte sie bei Hellmut Kretzschmar und Heinrich Sproemberg.
1957 erhielt sie eine Stelle als wissenschaftlicher Archivar am Archiv der Deutschen Akademie der Wissenschaften zu Berlin. Sie wurde später Arbeitsleiter und 1961 Direktor dieser Einrichtung. Im gleichen Jahr gründete sie die Arbeitsgemeinschaft der Archivare wissenschaftlicher Institutionen der DDR, deren Vorsitzende sie wurde.
1965 regte Christa Kirsten die Konferenz der Vertreter der Akademiearchive sozialistischer Länder an, die erstmals in Warschau stattfand.

## Schriften (Auswahl)
- Übersicht über die Bestände des Archivs der Deutschen Akademie der Wissenschaften zu Berlin, Berlin 1960 DNB 574323767
- Die Akademie der Wissenschaften der DDR und ihr Archiv. In: Archivmitteilungen 25 (1975), 3, S. 87–91.
- (Hrsg.) u. a.: Antrittsreden, Erwiderungen bei der Aufnahme von Physikern in die Berliner Akademie, Gedächtnisreden 1870–1929 (= Physiker über Physiker, Band 2), Akademischer Verlag, Berlin 1979.
- Die Altertumswissenschaften an der Berliner Akademie. Wahlvorschläge zur Aufnahme von Mitgliedern von F. A. Wolf bis zu G. Rodenwaldt (= Studien zur Geschichte der Akademie der Wissenschaften der DDR. Band 5). Akademie, Berlin 1985. DNB 881163163
- Briefwechsel zwischen Hermann von Helmholtz und Emil du Bois-Reymond, 1846 - 1894. Dokumente einer Freundschaft, bearbeitet von einem Herausgeberkollektiv unter Leitung von Christa Kirsten, Berlin, Akademie-Verlag 1986.

## Auszeichnungen
- Medaille für ausgezeichnete Leistungen (zweimal)